# Saliszi

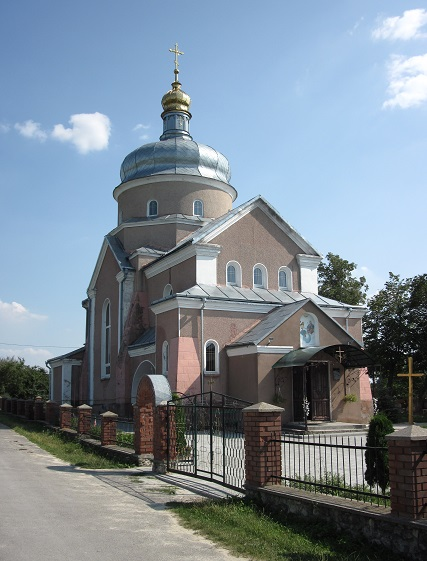
Kirche im Ort

Saliszi (ukrainisch Залізці – bis 1992 Заложці Saloschzi; russisch Заложцы Saloschzy, polnisch Załoźce) ist eine Siedlung städtischen Typs in der westukrainischen Oblast Ternopil mit etwa 2425 Einwohnern (2025). Sie liegt am linken Ufer des Flusses Seret etwa 31 km nordwestlich der Oblasthauptstadt Ternopil.

## Geschichte
Der Ort wird 1483 zum ersten Mal schriftlich erwähnt, erhielt 1516 das Stadtrecht und 1520 das Magdeburger Stadtrecht. Bis 1772 lag die Siedlung in der Woiwodschaft Ruthenien der Adelsrepublik Polen-Litauen.
1772 wurde Załoźce bei der ersten polnischen Teilung den Habsburgern zugeschlagen und ein Teil des österreichischen Kronlandes Königreich Galizien und Lodomerien. Załoźce verlor sein Stadtrecht, war jedoch von 1850 bis 1867 Sitz der Bezirkshauptmannschaft Załoźce im Regierungsbezirk Stanislau. Nach deren Auflösung kam Załoźce zum Bezirk Brody. Gleichzeitig wurde in Załoźce ein Bezirksgericht eingerichtet, dieses ging 1911 an den Bezirk Zborów über.

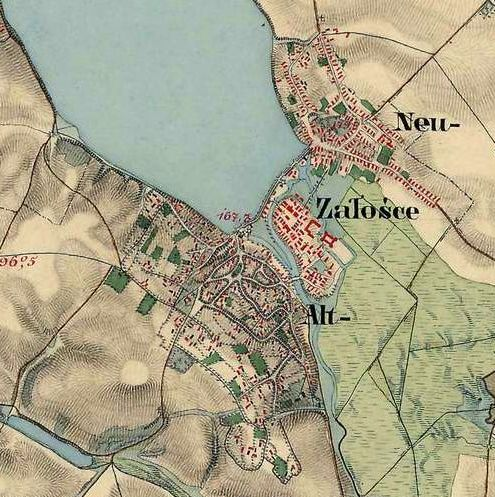
Alt und Neu-Załośce am Seret in Galizien, Josephinische Landesaufnahme (1809–1869)

Nach dem Ende des Ersten Weltkrieges kam Załoźce zunächst zur Westukrainischen Volksrepublik und dann an Polen. Im Zweiten Weltkrieg wurde der Ort von 1939 bis 1941 von der Sowjetunion besetzt, danach, bis 1944, von Deutschland.
Nach dem Ende des Krieges wurde Załoźce der Sowjetunion zugeschlagen und hieß fortan Saliszi. Die Stadt wurde Teil der Ukrainischen SSR und der Sitz des gleichnamigen Rajons (Rajon Saliszi). Nach einer Gebietsreform wurde dieser 1962 dem Rajon Sboriw zugeordnet.
Seit dem Zerfall der Sowjetunion 1991 ist Saliszi ein Teil der unabhängigen Ukraine.

## Verwaltungsgliederung
Am 14. September 2016 wurde die Siedlung zum Zentrum der neugegründeten Siedlungsgemeinde Saliszi (Залозецька селищна громада/Salosezka selyschtschna hromada), zu dieser zählten auch die 10 Dörfer Biloholowy, Bilokrynyzja, Haji-sa-Rudoju, Neterpynzi, Pidberiszi, Pischtschane, Seretez, Ratyschtschi, Trostjanez und Tschystopady, bis dahin bildete sie die gleichnamige Siedlungsratsgemeinde Saliszi (Залозецька селищна рада/Salosezka selyschtschna rada) im Norden des Rajons Sboriw.
Am 12. Juni 2020 kamen noch die 10 in der untenstehenden Tabelle aufgelisteten Dörfer zum Gemeindegebiet.
Seit dem 17. Juli 2020 ist sie ein Teil des Rajons Ternopil.
Folgende Orte sind neben dem Hauptort Saliszi Teil der Gemeinde:
| Name                     | Name          | Name                           | Name               | Name |
| ukrainisch transkribiert | ukrainisch    | russisch                       | polnisch           |      |
| ------------------------ | ------------- | ------------------------------ | ------------------ | ---- |
| Biloholowy               | Білоголови    | Белоголовы (Belogolowy)        | Białogłowy         |      |
| Bilokrynyzja             | Білокриниця   | Белокриница (Belokriniza)      | Białokiernica      |      |
| Blich                    | Бліх          | Блих                           | Blich              |      |
| Haji-Rostozki            | Гаї-Розтоцькі | Гаи-Ростоцкие (Gai-Rostozkije) | Gaje Roztockie     |      |
| Haji-sa-Rudoju           | Гаї-за-Рудою  | Гаи-за-Рудою (Gai-sa-Rudoju)   | Gaje za Rudą       |      |
| Mylne                    | Мильне        | Мильно (Milno)                 | Milno              |      |
| Neterpynzi               | Нетерпинці    | Нетерпинцы (Neterpinzy)        | Neterpińce         |      |
| Panassiwka               | Панасівка     | Панасовка (Panassowka)         | Panasówka          |      |
| Pidberiszi               | Підберізці    | Подберезцы (Podbereszy)        | Podbereźce         |      |
| Pischtschane             | Піщане        | Песчаное (Pestschasnoje)       | Hnidawa            |      |
| Ratyschtschi             | Ратищі        | Ратыщи                         | Ratyszcze          |      |
| Reniw                    | Ренів         | Ренев (Renew)                  | Reniów             |      |
| Sahirja                  | Загір'я       | Загорье (Sagorje)              | Zagórze            |      |
| Seretez                  | Серетець      | Серетец                        | Seretec            |      |
| Trostjanez               | Тростянець    | Тростянец                      | Trościaniec Wielki |      |
| Tschornyj Lis            | Чорний Ліс    | Чёрный Лес (Tschjorny Les)     | Czarny Las         |      |
| Tschystopady             | Чистопади     | Чистопады (Tschistopady)       | Czystopady         |      |

## Söhne und Töchter der Ortschaft
- Eduard Reiss (1850–1907), österreichischer Jurist und der erste jüdische Bürgermeister von Czernowitz
- Judah Loeb Landau (1866–1942), Oberrabbiner von Südafrika
- Jaroslawa Musyka (1894–1973), Künstlerin